# 魔咒 -MIROTIC-
《魔咒-MIROTIC-》（日语：呪文-MIROTIC-）是韩国男子团体東方神起在日本发行的第24张单曲。于2008年10月15日由avex trax公司下属厂牌rhythm zone发行。

## 概要
这首单曲距上张单曲《为何我会喜欢上你？》（どうして君を好きになってしまったんだろう?）发行相隔约3个月，是组合2008年第4张单曲。
单曲分为“CD+DVD”“只CD”两种版本发行，前者有收录《魔咒-MIROTIC-》的MV与MV的拍摄过程（只在初回限定盘中收录），后者则收录有第23张单曲《为何我会喜欢上你？》（どうして君を好きになってしまったんだろう?）的混音版本。初回限定版本封入特典是封面大小的卡片（6种中随机封入1种），“只CD”版本有12页豪华手册同捆封入。

## 收录歌曲

### CD
1. 《魔咒-MIROTIC-》
  - 作詞: RYOJI SONODA（日语：園田凌士）、作曲: Sigvardt、Mikkel Remee、Secon、Lucas、Troelsen, Thomas、編曲: Yoo, young jin
2. 《为何我会喜欢上你？》（どうして君を好きになってしまったんだろう?） -THE LEVEL remix-
  - 作詞：Lambsey、作曲：Sylvia Bennett-Smith, Fredrik“Fredro”Odesjo, Mats Berntoft、混音：THE LEVEL)
3. 《魔咒-MIROTIC-》 (Less Vocal)

### CD+DVD
CD
1. 《魔咒-MIROTIC-》
2. 《魔咒-MIROTIC-》 (Less Vocal)

DVD
1. 《魔咒-MIROTIC-》 (Video Clip)
2. 《魔咒-MIROTIC-》Off Shot Movie （只初回限定盤有收录）

## 备注
1. ↑  不包括TRICK企劃的五连发
2. ↑   註: